# Guerres Pàrtiques
Les guerres pàrtiques són una sèrie de campanyes que van dur a terme els imperis de Partia i de Roma entre si pel control d'Orient Pròxim. Entre aquestes guerres hi va haver extensos períodes de pau i treves. Encara que les guerres van ser algunes, seguien usualment el mateix pla tàctic: una gran ofensiva persa arribava a ocupar les províncies romanes de Siriana i Armènia; després vènia el contraatac romà amb forces de reforç que recuperaven les seves províncies i ocupaven la Mesopotàmia, usualment hi havia una ofensiva persa que obligava els romans a sortir dels territoris conquerits, el que deixava la situació igual que al moment d'iniciar-se la guerra.
Les principals campanyes van succeir amb Marc Antoni, Neró, Trajà, Marc Aureli i Septimi Sever. Es van desenvolupar entre els anys 53 aC i 218, acabant amb la caiguda de la dinastia arsácida davant dels sassànides.
L'objectiu primordial que va mobilitzar l'Imperi Romà va ser la necessitat de mantenir lliure la denominada ruta de l'índia, des d'on obtenia gran provisió d'espècies, perfums, objectes de valor i animals exòtics.

## La campanya de Marc Antoni (40-33 aC)
L'any 40 aC els romans es trobaven en plena guerra civil. L'assassinat de Juli Cèsar ocorregut dos anys abans va provocar que els seus seguidors més lleials, August i Marc Antoni es decidissin a anar a la persecució dels assassins. Una vegada van aconseguir aquesta revenja, ambdós es van dividir l'imperi: l'est per a Antoni i l'oest per a August. Tot seguit van començar les rivalitats entre ambdós mentre eliminaven els últims rebels i iniciaven una sèrie de campanyes d'expansió a la recerca de major poder per a eliminar-se entre si; d'aquesta manera Antoni va decidir expandir el seu territori cap a l'Est, fins a Partia. Necessitat de recursos econòmics, el general va entaular una relació amb la rica faraona d'Egipte Cleòpatra.
Mentrestant a la capital parta, Ctesifont, el fill de Tit Labiè (Quint Labiè) que havia fugit a l'exili va convèncer el rei persa Orodes II d'envair territori romà. Al comandament d'aquesta invasió estarien el fill i successor del rei, el príncep Pacoros I, i el mateix Quint Labiè. Aquell mateix any, al comandament de 40.000 soldats (majoritàriament genets) van envair Síria i l'Àsia Menor romanes, arribant a Judea. Els reis sirians i els jueus els van rebre com llibertadors del jou romà.
L'any 39 aC, Marc Antoni va donar un exèrcit al comandament de Publi Ventidi Bas, que va recuperar Anatòlia, vencent a les po i a la Muntanya Amano i recuperant la península. A l'any següent va avançar sobre Síria, que va reconquerir després de la batalla de gindars.
Durant el 37 aC Marc Antoni va arribar a Egipte, on es va aliar amb Cleòpatra. A l'any següent va avançar amb 120 mil homes contra els parts. VA marxar a Armènia però quan va deixar aquest país el va deixar desguarnit per la qual cosa el rei es va rebel·lar, tallant els seus subministraments, va arribar a Pont, on el rei Ptolemeu I li va donar suport però el romà per assegurar-se deixà 10 mil soldats en el regne, les forces romanes van avançar pel Tigris, cap a la capital persa, Ctesifont, els perses van tallar els seus subministraments i quan els romans creuaven el riu Araxes van ser atacats pel rei part Fraates IV amb 20 mil infants i 4 mil genets, van morir uns 8 mil romans. A la campanya els romans van perdre un total de 30 mil homes.
El 35 aC, Marc Antoni va marxar amb 100.000 homes contra Artavasdes II, el rei que el va trair en l'anterior campanya. El rei va ser vençut i arrestat, portat a la ciutat d'Alexandria on el general romà va celebrar el seu Triomf, en el qual s'executà al rei (34 aC). Sense rei el tron armeni (país situat entre Roma i Partia) els romans van decidir posar Artaxes II el qual els va donar el seu suport perquè avancessin pel Tigris entre 34 i 33 aC. arribant a l'interior de Pèrsia però després van haver de retrocedir per falta de provisions.

## Guerra d'Armènia (54-63 aC)
El 54 el rei armeni va morir i el tron es va disputar entre Tigranes VI (Roma) i Tiridates I (Partia). Ambdós imperis van entrar en aquest país per imposar el seu aliat. El 55 els parts al comandament del general Vardane van ocupar Armènia i van imposar el seu aliat.
Entre 56 i 57 els romans van enfortir les seves posicions a Galàcia i Capadòcia, per rebutjar els atacs parts. La primavera del 58, Corbuló, amb plens poders, va deixar a Síria les legions IV i Legió XII Fulminata al comandament de Cesti Gal i va entrar a l'Armènia des Capadòcia amb les legions III, VI i la Legió XV Apollinaris i va avançar vers Artàxata, mentre que Farasmanes o Pharsman I d'Ibèria, aliat romà, atacava pel nord, i Antíoc IV de Commagena, un altre client romà, atacava pel sud-oest. El rei Tiridates I d'Armènia (germà de Vologès I), protegit part, va fugir de la seva capital que fou ocupada per Corbuló i incendiada. A l'estiu Corbuló va avançar cap a Tigranocerta, en una marxa molt penosa, i van arribar a la ciutat que els va obrir les portes, menys la ciutadella que va resistir, i va ser presa a l'assalt. Ja la majoria dels armenis havia abandonat el partit part, i acceptava un príncep donat per Roma. Neró va donar llavors la corona a Tigranes VI, de la darrera casa reial de Capadòcia, net de Glafira (filla d'Arquelau) i fill d'Alexandre de Judea, que estava casat amb una princesa de la casa dels artàxides. Els districtes fronterers armenis foren transferits als aliats: a Farasmanes d'Ibèria; a Polemó II del Pont; a Aristòbul Asmoneu de la Petita Armènia i a Antíoc de Commagena, obligant a Tiridates a fugir a Pèrsia, el 59 van marxar a Tigranocerta, la capital armènia, estan a prop de la ciutat van ser emboscats en el llac Van, envoltat de muntanyes i boscos tot i així els romans van vèncer.
El 60, Tiridates va envair Armènia amb un nou exèrcit al costat d'Artopatenes, governador de Mèdia. Per a l'any següent Andiabene, un regne menor vassall als armenis estava sota el poder part, llavors Neró va ordenar al cònsol Gai Cesenni Pet per preparar una campanya final amb tota la seva força.
El 62 es van enviar a Gai Cesenni Pet amb dues legions, aquest va creuar l'Eufrates però els perses van prendre Tigranocerta tancant la seva retirada, amenaçat i superat en nombre es va refugiar a la ciutat de Randea, sent assetjat i forçat a rendir-se, els romans perden gran part de les seves forces. El 63 a prop de l'Eufrates amb prop de 50 mil homes Corbulone va preferir negociar deixant Tiridates com a rei armeni però com a aliat dels romans.

## Campanya de Trajà (114-117 dC)
L'emperador Trajà va formar un exèrcit de 14 legions (180 mil homes) va prendre Selèucia (114), Nísibis i Singara (115), Ctesifont (116), però una rebel·lió jueva els va obligar a retrocedir. Però després de la seva mort, Hadrià tot i que va rebutjar l'ofensiva parta i va saquejar Ctesifont (117), va decidir retrocedir per aconseguir la pau i sotmetre els jueus.
Assegurar aquesta ruta li permetia estendre l'hegemonia romana a la zona veïna del Mar Mediterrània, controlant el comerç i evitant l'avanç dels pobles situats més a l'est, com l'Imperi Part, que periòdicament es llançava sobre les precàries posicions romanes al nord de la Mesopotàmia, produint ràpids atacs que en els posteriors contraatacs romans feien pendular constantment les possessions entre una part i l'altra.

## Campanya de Marc Aureli (161-166 dC)
L'any 161, el tron armeni no tenia amo, els romans donaven suport a Soemo i els parts a Pacoro. Per imposar el seu pretendent van enviar un exèrcit comandat pel general Osroe, qui va vèncer al governador romà Marc Sedaci Severià i les seves dues legions a Elegeia (Alt Eufrates). Llavors els perses van prendre Antioquia, passant a dominar Síria i Armènia.
Durant el 162 els romans al comandament del coemperador Luci Aureli Ver i diversos generals com Avidi Cassi i Marc Claudi Frontó van formar a Anatòlia un exèrcit de 16 legions. A l'any següent els romans de Prisc van atacar Armènia i van prendre la seva capital Artàxata.
El 164 els romans es van preparar per atacar Mesopotàmia, els perses sabent que podien quedar atrapats a Síria romana la van deixar i van tornar darrere de l'Eufrates. Després de recuperar la Síria romana els romans van atacar Mesopotàmia el 165, van prendre Dausara, Edessa, Carrhae i Nísibis, i vencent en les batalles de Sura, Nichephorium i Doura Europos. Després van creuar l'Eufrates per Selèucia, que van saquejar, igual com Osroene i Ctesifont, capital parta.
El 166 van creuar el Tigris entrant a Mèdia, el futur persa es veia fosc, quan la pesta va atacar als romans que van haver de retrocedir, encara que van conservar Mesopotàmia. Es va enderrocar a Pacoro i es va imposar a Soemo com a rei armeni.

## Campanya de Septimi Sever (195-198 dC)
Després de la mort de Còmmode, l'imperi va entrar en una guerra civil entre els diferents pretendents al tron, el més fort va ser Septimi Sever, qui va eliminar el seu rival oriental Pescenni Níger el 194 a Issos, després d'això a l'any següent els parts de Vologès V i el rei d'Osroene, Abgar VIII, van envair la Síria romana, van creuar l'Eufrates, van prendre Zeugma, Nísibis i Antioquia. La resposta romana no es va fer esperar, el 196 van atacar i van recuperar Síria i Mesopotàmia, menys Osroene. L'exèrcit romà estava compost de 9 a 11 legions o 150 mil homes.
Després d'una nova ofensiva persa i una nova campanya contra els seus rivals a l'oest, Sever va tornar a Orient el 197, amb una flota va recórrer l'Eufrates i va conquistar Dura Europos, Selèucia, Babilònia i Ctesifont (100.000 dels seus habitants van ser esclavitzats). El 198 els romans van arribar al Tigris i van posar setge a la ciutat de Hatra sense èxit, després d'aquest fracàs es va retirar conservant Mesopotàmia.